# Брег (Жировница)
Брег (словен. Breg) је насељено место у општини Жировница, Горењска регија, Словенија.

## Историја
До територијалне реорганизације у Словенији био је у саставу старе општине Јесенице.

## Становништво
У попису становништва из 2011. године, Брег је имао 670 становника.
| Број становника према пописима | Број становника према пописима | Број становника према пописима |
| ------------------------------ | ------------------------------ | ------------------------------ |
| 1991                           | 2002                           | 2011                           |
| 537                            | 598                            | 670                            |